# 国本哲男
國本 哲男（くにもと てつお、1925年3月18日 - 1996年3月10日）は、日本のロシア史学者。
兵庫県（現神戸市）生まれ。陸軍幼年学校ののち、大阪外事専門学校でロシア語を学び、1953年京都大学文学部史学科卒、同大学院経済学研究科修了。中学校教師ののち1960年大阪外国語大学助教授、大阪大学教養部助教授、言語文化部教授。1973年「ロシア国家の起源」で大阪大学文学博士。88年定年退官、名誉教授。87年『ロシア原初年代記』で日本翻訳出版文化賞受賞。

## 著書
- 『ロシア国家の起源』ミネルヴァ書房 1976
- 『プーシキン 歴史を読み解く詩人』ミネルヴァ書房 1988

共編
- 『ロシア世界 その歴史と文化』共編 世界思想社 1983

### 翻訳
- 『ゲルマン共同体の基本構造 階級社会への移行の多様性と封建制度の成立』福富正実共訳編 有斐閣 ソビエト史学叢書 1960
- ソ連科学アカデミー編『ロシア近代文化史』石黒寛共訳 ミネルヴァ書房 1972
- 『ロシア原初年代記』中条直樹,山口巌共訳 名古屋大学出版会 1987